# U-270
U-270 — средняя немецкая подводная лодка типа VIIC времён Второй мировой войны.

## История
Заказ на постройку субмарины был отдан 20 января 1941 года. Лодка была заложена 15 октября 1941 года на верфи Бремен-Вулкан под строительным номером 35, спущена на воду 11 июля 1942 года. Лодка вошла в строй 5 сентября 1942 года под командованием оберлейтенанта Пауля-Фридриха Отто.

### Командиры
- 5 сентября 1942 года — 15 июля 1944 года капитан-лейтенант Пауль-Фридрих Отто
- 16 июля 1944 года — 13 августа 1944 года оберлейтенант цур зее Генрих Шрейбер

### Флотилии
- 5 сентября 1942 года — 31 марта 1943 года — 8-я флотилия (учебная)
- 1 апреля 1943 года — 13 августа 1944 года — 6-я флотилия

### История службы
Лодка совершила 6 боевых походов. Повредила один военный корабль, который потом не восстанавливался (1 370 тонн). Потоплена 13 августа 1944 года в Бискайском заливе к западу от Ла-Рошели, в районе с координатами 46°19′ с. ш. 02°56′ з. д. глубинными бомбами с австралийского самолёта типа Sunderland. Весь экипаж (71 человек) спасся, погибших не было.

### Волчьи стаи
U-270 входила в состав следующих «волчьих стай»:
- Lerche 11 — 13 апреля 1943
- Specht 27 апреля — 4 мая 1943
- Fink 4 — 6 мая 1943
- Leuthen 17 — 24 сентября 1943

### Атаки на лодку
- 22 сентября 1943 года лодка была тяжело повреждена глубинными бомбами с эскортных кораблей конвоя, в том числе получил повреждения прочный корпус. U-270 была вынуждена вернуться на базу.
- 6 января 1944 года атаковавший британский самолёт B-17 Fortress был сбит, однако лодка также была повреждена и вернулась в порт.
- 13 июня 1944 года атаковавший британский самолёт B-17 Fortress был сбит. Он не сумел поразить лодку, однако она уже была повреждена после предыдущей атаки «Веллингтона». 1 июля 1944 года U-270 была выведена из эксплуатации в связи с тяжёлыми повреждениями, однако в начале августа вошла в строй и отправилась в поход, ставший для неё последним.